# Berevoești
Berevoești là một xã thuộc hạt Argeș, România. Dân số thời điểm năm 2002 là 3429 người.